# 牟田彰子
牟田彰子（日语： Muta Akiko，1963年10月29日—），日本女性配音員。出身於東京都。東京俳優生活協同組合（簡稱俳協）所屬。本名牟田 彰子（日文讀音相同）。身高150cm。

## 來歷
1988年俳協演劇研究所第16期畢業。

## 人物
音域：次女高音。
特長：游泳、唱歌。執照、資格：普通汽車執照、普通輕型機車、英語檢定2級、芳香療法檢定1級、品酒師。興趣：參觀美術館、觀看落語。
於俳協前輩池田秀一第一次擔任歪斗秀節目《EXPRESS》的（現場朗讀）旁白，然而由於4個月後的挫折，牟田突然被選為「七種聲音」的繼任者。
在《忍者亂太郎》裡，她分飾大川繁和笹山兵太夫兩個角色。大川繁除了說「我喜歡新兵衛」這部分之外，她的行為就像是在當場做出決定來過牟田本身的生活。牟田還評論說大川繁和她本身很像，身材嬌小，臉型圓潤，個性隨和。而笹山兵太夫在當初並沒有被設定為機關裝置的愛好者，而且周圍的人都是有天賦的表演者，因此她認可以透過模仿兒童演員的表演來讓自己與眾不同。在角色演到一半的時候，兵太夫瘋狂的一面就凸顯出來了，牟田很高興自己最終能夠飾演一個「只是一個喜歡機關裝置的男孩，而不是一個危險傢伙」的角色。

## 演出
粗體字表示主要角色。

### 電視動畫
- 風中少女 金髮珍妮（1992年，羅莎）
- 超時空保姆（1992年，杉田未來）
- 蠟筆小新（1993年—，青春痘瑪莉[7]、顧客B 等）
- 忍者亂太郎（1993年—2025年，大川繁[8]、笹山兵太夫[8]、音吉、如月〈代演〉、龍王丸的妻子〈代演〉 等）
- 下級生（1999年，飯島美雪的母親）
- 漫畫派對（2001年—2005年，芳賀玲子）2系列[系列 1]
- 名偵探柯南（2009年—2023年，機車外送／持槌男子、湯地志信、石原理香子、圓城佳苗、泉巴）
- 蟲師 續章（2014年，時的母親）
- 哆啦A夢 (水田山葵版)（2024年，鏡）

### 電影動畫
- 劇場版 忍者亂太郎（日语：映画 忍たま乱太郎）（1996年，大川繁[9]）
- 蠟筆小新：爆發！溫泉激烈大決戰（1999年，青春痘瑪莉）
- 看見風的少年（日语：風を見た少年）（2000年）
- 蠟筆小新：風起雲湧的叢林冒險（2000年，青春痘瑪莉）
- 白色幻想曲（2007年，大原優子）
- 蠟筆小新：怒吼吧！春日部野生王國（2009年，青春痘瑪莉）
- 劇場版 忍者亂太郎：忍術學園全員出動之卷！（2011年，笹山兵太夫[10]、大川繁[11]）
- 名偵探柯南：業火的向日葵（2015年，廣播）
- 蠟筆小新：功夫小子 ～拉麵大亂鬥～（2018年，青春痘瑪莉）
- 蠟筆小新：激戰！塗鴉王國與差不多四勇者（2020年，青春痘瑪莉）
- 蠟筆小新：我們的恐龍日記（2024年，青春痘瑪莉）
- 劇場版 忍者亂太郎：毒竹忍者隊最強之軍師（2024年，笹山兵太夫）

### OVA
- 漫畫派對Revolution（2003年，芳賀玲子）

### 遊戲
- Shapeshifter 魔界英雄傳（1992年，金黃坦馬克 等）
- EVE burst error（日语：EVE burst error）（1997年，松乃廣美）[注 2]
- 逢魔時刻2（2001年，杏子）
- 漫畫派對（2001年，芳賀玲子）[注 3]
- Tenerezza（2003年，卡洛琳）
- michigan（日语：michigan (ビデオゲーム)）（2004年，迪波拉·弗瑞兒）
- 蠟筆小新：驚奇園地的傳說大絕戰！（日语：クレヨンしんちゃん 伝説を呼ぶ オマケの都ショックガーン!）（2006年，青春痘瑪莉）
- 蠟筆小新：最強家族春日部之王Wii（日语：クレヨンしんちゃん 最強家族カスカベキング うぃ〜）（2006年，青春痘瑪莉）
- 幻想水滸傳V（日语：幻想水滸伝V）（2006年，羅蕾萊、紗霧、露）
- 蠟筆小新DS：呼風喚雨的蠟筆大作戰！（日语：クレヨンしんちゃんDS 嵐を呼ぶ ぬってクレヨ〜ン大作戦!）（2007年）
- 蠟筆小新：驚奇樂園的傳說大決戰！（日语：クレヨンしんちゃん ショックガ〜ン!伝説を呼ぶオマケ大ケツ戦!!）（2010年，青春痘瑪莉）
- 忍者亂太郎 學年對戰方塊！之卷（2010年，大川繁[12]）
- 蠟筆小新：宇宙功夫!? 友情的笨蛋空手道!!（日语：クレヨンしんちゃん 宇宙DEアチョー!? 友情のおバカラテ!!）（2011年）
- 蠟筆小新：呼風喚雨春日部電影明星！（日语：クレヨンしんちゃん 嵐を呼ぶ カスカベ映画スターズ!）（2014年，青春痘瑪莉）

### 廣播劇CD
- 廣播劇CD 在我之下掙扎（日语：俺の下であがけ） TARGET2：山口、吉岡（2003年，小學時期的黑崎壹哉）
- （2007年，米克的祖母）
- 忍者亂太郎 廣播劇CD 系列（2011年—2016年，笹山兵太夫、大川繁）3作品[系列 2]

### 外語配音

#### 電視影集
- 白羅神探（布蘭奇）
- 急診室的春天（陳景梅〈溫明娜〉）

### 特攝影集
- 超級戰隊系列
  - 超獸戰隊生命人（1988年，維加寶貝的聲音）
  - 地球戰隊五人組（1990年，銀河蛋的聲音）
  - 鳥人戰隊噴射人（1991年，試作機器人G2的聲音）
  - 恐龍戰隊獸連者（1992年，多拉皮克西的聲音）
  - 五星戰隊大連者（1993年，豪魔三傻－電話先生的聲音[13][14]）
  - 忍者戰隊隱連者（1994年，鏡子的聲音）
  - 超力戰隊王連者（1995年，保母皮諾丘的聲音、寵物皮諾丘的聲音）
- 特救指令Solbrain（1991年，T-01的聲音）
- 特搜Exceedraft（1992年，NASA觀測衛星鷗的聲音）
- 大預言/復活的巨神（日语：大予言/復活の巨神）（1992年）
- BLUE SWAT（日语：ブルースワット）（1994年，米爾獸的聲音、脈衝的聲音、曼尼的聲音）

### 電視節目
- 漂流者大爆笑（日语：ドリフ大爆笑）（1991年，富士電視台）—飾 有抱負的歌手
- 今夜也有萬寶箱S（日语：今夜もドル箱）（1995年—1998年，東京電視台）—的聲音
- 不可思議世界（日语：ふしぎワールド）（2006年—2011年，NHK教育）—旁白、莉佳的聲音 等
- （2009年—，NHK教育） - 的聲音、的聲音 等
- 激！今夜也有萬寶箱（2016年，東京電視台）—的聲音、黨羽的聲音

### 旁白
- 阿藤快的悠閒“快”的美味之旅（BS11）
- EXPRESS（日语：エクスプレス (テレビ番組)）（TBS）—週二獨家
- 享受生活『享受香草』（NHK-BS1）
- 鋼彈宇宙世紀大全（NHK-BS2）
  - 第二夜「夢見實體的鋼彈」
  - 第五夜「福井晴敏談鋼彈UC」
- 週一Premiere！（日语：月曜プレミア!）「電視冠軍R 世界刀藝錦標賽」（東京電視台）
- Sakidori↑（日语：サキどり↑）（NHK綜合）
- The Sunday（日语：ザ・サンデー）（日本電視台系列）
- 世界探訪！機場物語 WONDER AIRPORT 矢島道子的天空字典（日语：世界探訪!空港物語 WONDER AIRPORT やしま・ミチコの空辞苑）（BS日視）
- 世界報導（NHK-BS1）
- 中央警備保障（日语：セントラル警備保障） 電台廣告
- 充滿樂趣的攝影之旅 自然絕景！富士山特集 前篇、後篇（BS11）
- 報道Station（朝日電視台系列）—負責週四、五
- Ladies Four（日语：レディス4） → L4 YOU！（日语：L4 YOU!）（東京電視台）—不定期

## 腳註

## 外部連結
- 牟田彰子｜東京俳優生活協同組合 （日語）